# Axel Hervelle
Axel Marie Hervelle (Lieja,12 de maig de 1983) és un jugador de bàsquet belga ja retirat.Jugava en la posició d'aler-pivot. Tenia un bon joc sota l'anella i experiència a l'NBA encara que la seva presència hi va ser gairebé testimonial. Va disputar 14 temporades a l'ACB i 6 a la lliga belga.

## Carrera esportiva
Els seus equips han estat:
- RBC Verviers-Pepinster 2000-2004
- Reial Madrid 2004-2010
- Denver Nuggets 2005 (Triat el número 52 del draft)
- CB Bilbao Berri 2010-2018
- Spirou Charleroi 2018-2020

En el seu palmarès hi figura un subcampionat belga amb el RBC Verviers-Pepinster, dues lligues ACB i una Copa ULEB amb el Reial Madrid.